# Xochistlahuaca
Xochistlahuaca é uma cidade do estado de Guerrero, no México.